# Pavilhão da Luz Nº 1
Il Pavilhão da Luz Nº 1 è il più importante palazzetto dello sport della città di Lisbona in Portogallo. Ha una capienza di 2.400 posti. Per ragioni di sponsorizzazione è conosciuto anche come Pavilhão Fidelidade. 
L'impianto venne inaugurato il 28 febbraio 2004.
Di proprietà dello Sport Lisboa e Benfica ospita le gare casalinghe delle sezioni di Calcio a 5, hockey su pista, pallacanestro e pallamano della polisportiva.

## Eventi ospitati
- Final Four CERH European League 2015-2016